# جشنة برثلوت
جشنة برثلوت (الاسم العلمي: Anthus berthelotii) (بالإنجليزية: Berthelot's Pipit)‏ هو طائر صغير من الجواثم ينتمي لفصيلة التمرة وأم عجلان. تتكاثر في مدريد وجزر الكناري.